# 博孜达克农场
博孜达克农场，是中华人民共和国新疆维吾尔自治区塔城地区塔城市下辖的一个乡镇级行政单位。

## 行政区划
博孜达克农场下辖以下地区：
炮台村、窝尔塔博孜达克村、三园子村、别尔致喀拉苏村、皇工村、拜格托别村、克什吉也克二村、路南村、克什吉也克村、玛勒乌尔村、阿克奇村和托别库拉村。